# Iván Navarro
Iván Navarro Pastor (ur. 19 października 1981 w Alicante) – hiszpański tenisista.
Karierę zawodową Navarro rozpoczął w 2001 roku, a zakończył w kwietniu 2013 roku.
W grze pojedynczej wygrał pięć turniejów rangi ATP Challenger Tour, a w grze podwójnej triumfował w czterech zawodach o tej samej kategorii.
W rozgrywkach wielkoszlemowych najlepszym wynikiem Hiszpana jest awans w 2007 roku do II rundy Rolanda Garrosa w grze pojedynczej. Przechodząc najpierw eliminacje w drabince turnieju głównego wyeliminował Borisa Pašanskiego, a odpadł po porażce z Davidem Nalbandianem.
W rankingu gry pojedynczej Navarro najwyżej był na 67. miejscu (2 marca 2009), a w klasyfikacji gry podwójnej na 127. pozycji (2 marca 2009). Rok 2008 ukończył w czołowej „setce” w zestawieniu singlistów, jako 72. tenisista.